# Matthäus Pest
Matthäus Pest (* 19. August 1903 in Markt Indersdorf; † 29. Oktober 1993 in Mindelheim) war ein deutscher Politiker der CSU.
Pest war studierter Diplom-Volkswirt. Er gehörte dem Orts- und Kreisverband der CSU in Mindelheim an, war Kreisrat und zweiter Bürgermeister von Mindelheim. 1946 war er Mitglied der Verfassunggebenden Landesversammlung in Bayern.